# Franciszek Jan Bonifacio
Franciszek Jan Bonifacio, Francesco Giovanni Bonifacio (ur. 7 września 1912 w Piranie, zm. 11 września 1946 w Grožnjanie) – włoski błogosławiony Kościoła katolickiego, męczennik.

## Życiorys
Franciszek Jan Bonifacio urodził się 7 września 1912 roku w Piranie. Był kapłanem diecezji Triestu. Pracujący w Villa Gardossi ks. Bonifacio był świadkiem okropności wojny podczas walk oddziałów niemieckich i włoskich z jugosłowiańską partyzantką. Dbał o chrześcijański pochówek ofiar walk i egzekucji. Został zamordowany 11 września 1946 roku przez komunistów. Jego ciała nigdy nie odnaleziono.
Został beatyfikowany 4 października 2008 roku przez Benedykta XVI w Trieście.